# The Voice Kids Belgique
 (janvier 2020).
Pour les articles homonymes, voir The Voice et The Voice Kids (France).
The Voice Kids Belgique est une émission de télévision belge de télé-crochet musicale diffusée en télévision sur La Une, ainsi qu'en radio sur VivaCité et RTBF International, depuis le 7 janvier 2020.
Le format est adapté de l'émission musicale néerlandaise The Voice of Holland, créée par John de Mol, fondateur d'Endemol. Format réservé aux enfants âgés de 8 à 14 ans.

## Principe
Blind Auditions
Les coachs, installés dans des fauteuils tournants, écoutent les candidats, dos tournés à la scène. Chacun d'entre eux doit se choisir douze candidats en écoutant seulement leur voix, s'ils sont séduits, ils devront appuyer sur leur « buzz » et c'est là que le fauteuil se retourne découvrant leur élu. Si plusieurs coachs se retournent, ce sera alors au candidat de choisir son coach. Le public présent pendant les auditions n'a pas le dos tourné à la scène et un orchestre supporte les candidats. À la fin de cette première série d'émissions, 36 candidats (12 candidats par coach) restent en lice. Ils participent alors à des « battles ».
À partir de la saison 2, chaque coach a la possibilité de bloquer un autre coach.
Battles et Sing-Offs (saison 1)
Chaque coach fait s’opposer trois de ses poulains sur une chanson. Une fois le duel terminé, les coachs commentent la performance et le coach des candidats choisit celui méritant le plus de continuer la compétition. Au total, 4 candidats par équipe accèdent aux Sing-Offs.
Lors des Sing-Offs, chaque talent chante de nouveau le morceau qu'il avait interprété à son Blind. À l’issue du passage des 4 candidats, le coach sélectionne les deux talents qu'il envoie en finale !
K.O. (depuis la saison 2)
Cette étape remplace celle des duels, depuis la saison 2. Chaque coach fait chanter à tour de rôle trois de ses poulains sur une chanson de leur choix. Une fois le K.O terminé, les coachs commentent la performance et le coach des candidats choisit celui méritant le plus de continuer vers la prochaine étape du concours. Le coach amènera donc 4 talents de son équipe vers la demi-finale.
Demi-finale (depuis la saison 2)
Les 16 talents sélectionnés dans la précédente étape se produisent sur la scène. Chaque coach fait chanter à tour de rôle ses 4 talents sur un titre de leur choix. À la fin toutes les prestations, le coach désigne ses deux finalistes.
Finale
Les 4 coachs et leurs deux talents se réunissent le temps d'un show enregistré. Pour chaque équipe, chaque talent interprète un morceau. Après le passage de son équipe, le coach doit éliminer un de ses 2 talents.
Après ses premières éliminations, chaque talent chante de nouveau. À l'issue de toutes les prestations, le public présent en plateau, via un boîtier électronique, désigne le grand vainqueur.

## Participants
| Coachs | Coachs            | Nb. de victoire(s) | Nb. de saisons | Saison | Saison | Saison |
| Coachs | Coachs            | Nb. de victoire(s) | Nb. de saisons | 1      | 2,     | 3      |
| ------ | ----------------- | ------------------ | -------------- | ------ | ------ | ------ |
|        | Matthew Irons     | 0                  | 3              |        |        |        |
|        | Slimane           | 1                  | 1              |        |        |        |
|        | Vitaa             | 0                  | 1              |        |        |        |
|        | Alice on the Roof | 0                  | 2              |        |        |        |
|        | Black M           | 1                  | 1              |        |        |        |
|        | Typh Barrow       | 0                  | 2              |        |        |        |
|        | Joseph Kamel      | 0                  | 1              |        |        |        |

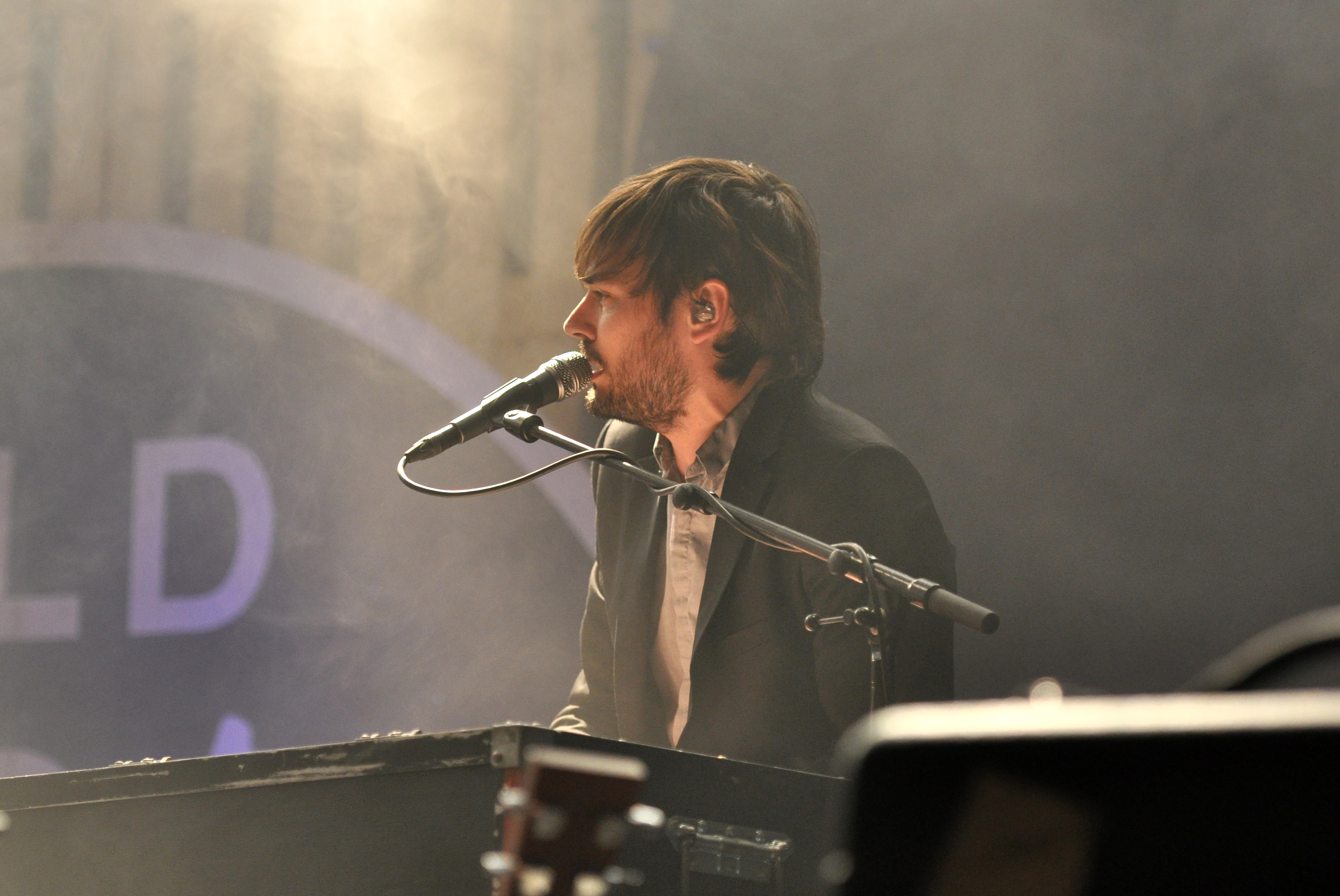
Matthew Irons (1-)
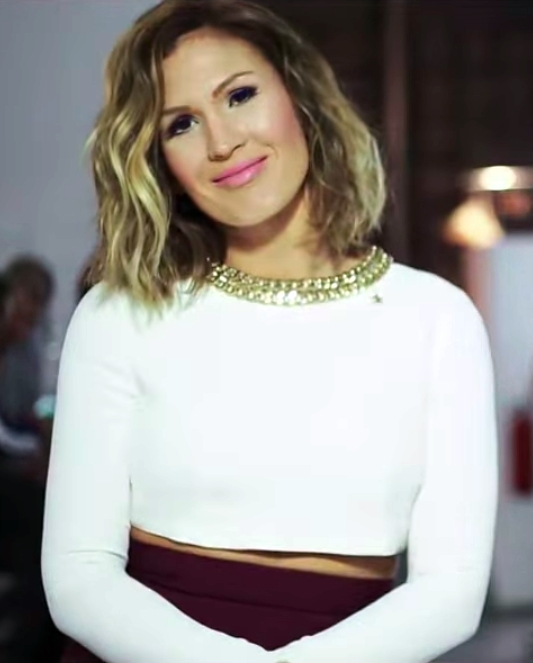
Vitaa (1)
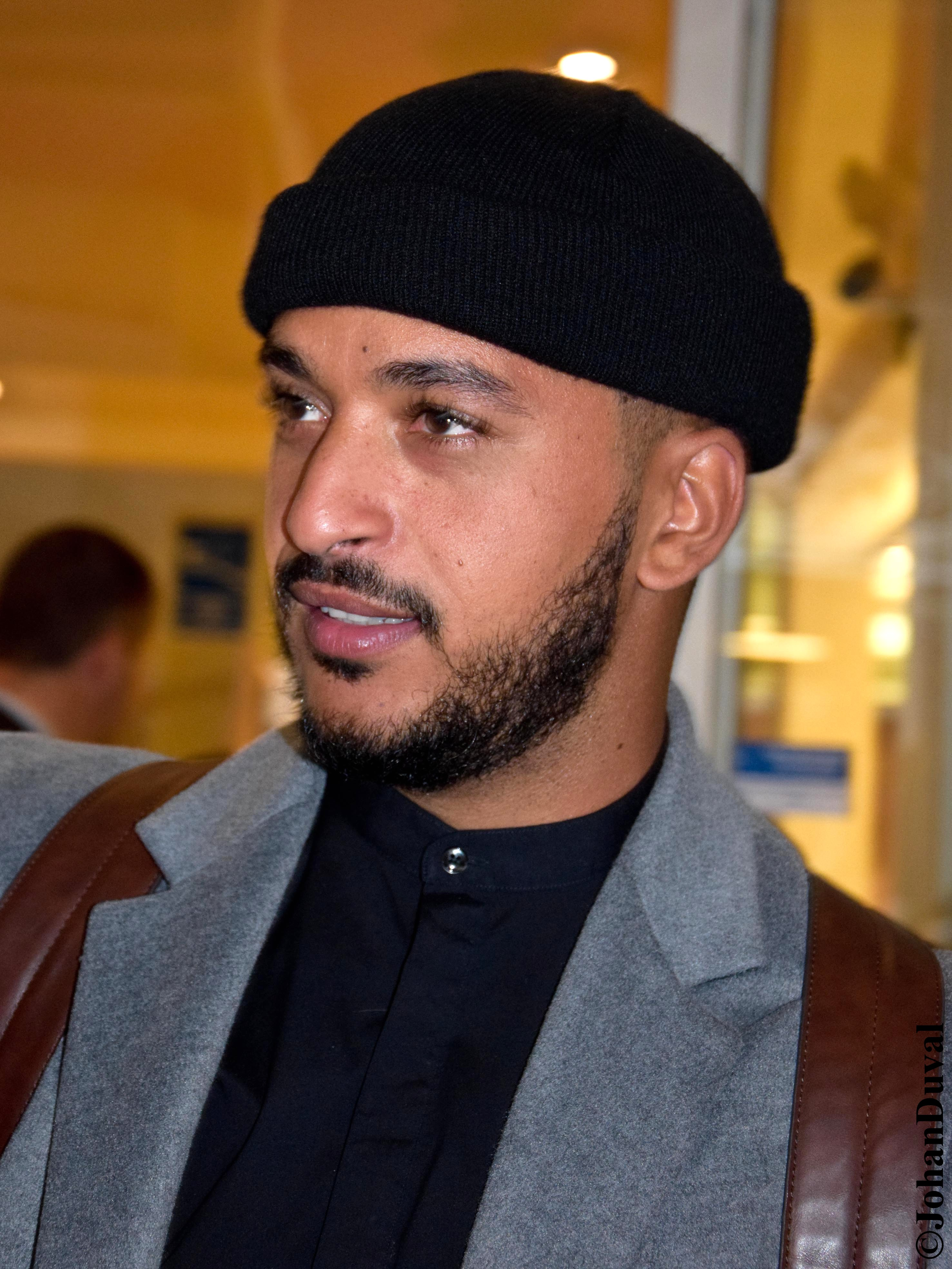
Slimane (1)
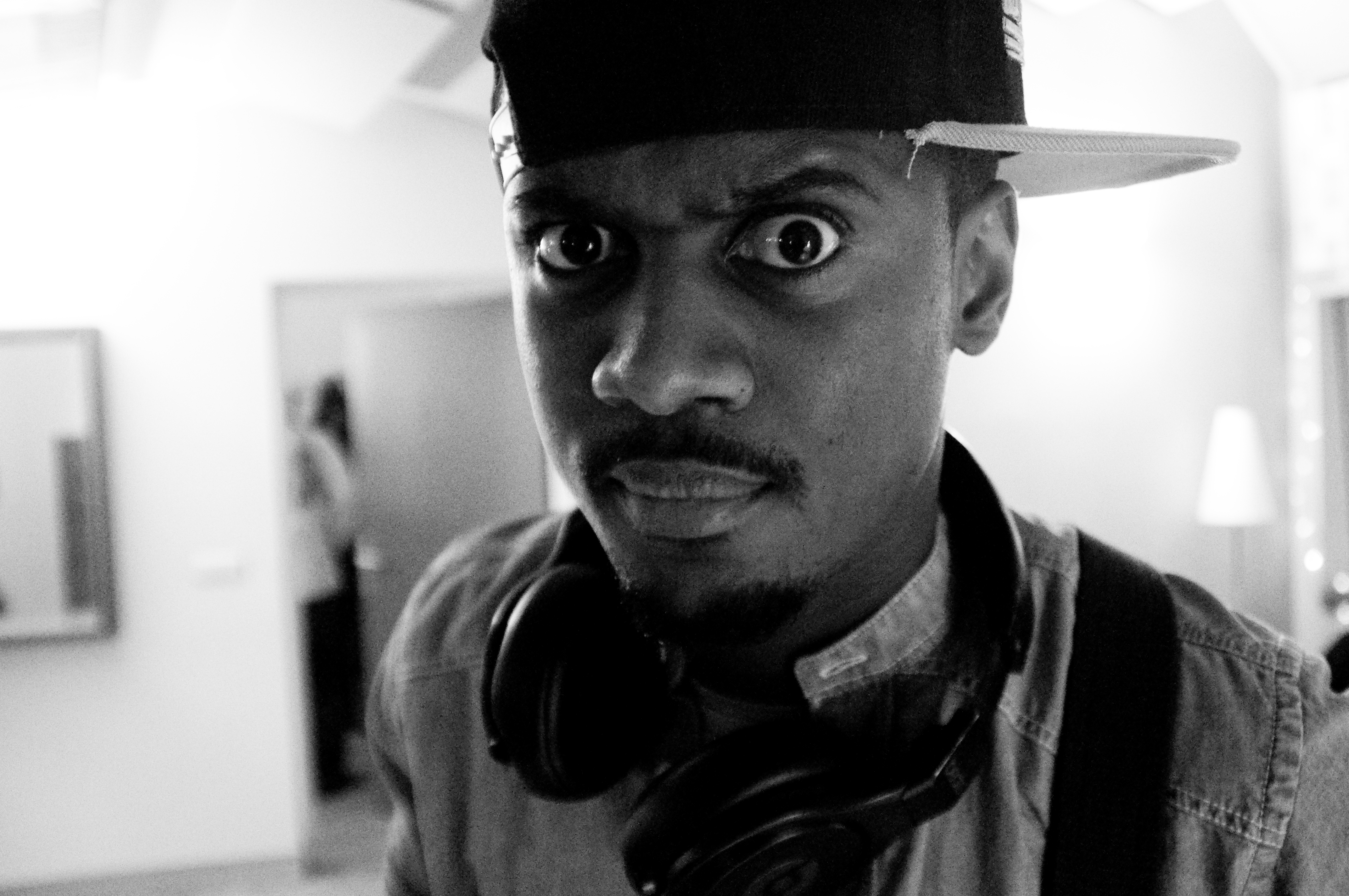
Black M (2)
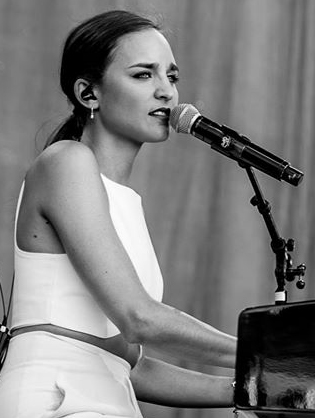
Typh Barrow (2-)

### Résumé des saisons
- Équipe Matthew
- Équipe Slimane
- Équipe Vitaa

- Équipe Typh
- Équipe Alice
- Équipe Black M
- Équipe Joseph

| Saison | Chaîne | Première          | Finale           | Vainqueur             | Deuxième              | Troisième             | Quatrième             | Coach gagnant         | Présentateurs  | Présentateurs | Ordre des chaises des coachs | Ordre des chaises des coachs | Ordre des chaises des coachs | Ordre des chaises des coachs |
| Saison | Chaîne | Première          | Finale           | Vainqueur             | Deuxième              | Troisième             | Quatrième             | Coach gagnant         | Principal      | Coulisses     | 1                            | 2                            | 3                            | 4                            |
| ------ | ------ | ----------------- | ---------------- | --------------------- | --------------------- | --------------------- | --------------------- | --------------------- | -------------- | ------------- | ---------------------------- | ---------------------------- | ---------------------------- | ---------------------------- |
| 1      | La Une | 7 janvier 2020    | 25 février 2020  | Océana                | Anouk                 | Mathis                | Pas de 4e finaliste.  | Slimane               | Maureen Louys  | Prezy         | Matthew                      | Vitaa                        | Slimane                      | Pas de 4e coach.             |
| 2      | La Une | 19 septembre 2023 | 21 novembre 2023 | Elena                 | Lucie                 | Tiliano               | Mattia                | Black M               | Maureen Louys  | Luana Fontana | Matthew                      | Alice                        | Black M                      | Typh                         |
| 3      | La Une | 2025              | 2025             | Saison en préparation | Saison en préparation | Saison en préparation | Saison en préparation | Saison en préparation | Fanny Jandrain | Robin Soysa   | Matthew                      | Alice                        | Typh                         | Joseph                       |

## Palmarès
Les candidats par équipe ayant atteint les phases finales sont indiqués dans le tableau ci-dessous.
| Coachs            | Saison | Saison   | Saison |
| Coachs            | 1      | 2        | 3      |
| ----------------- | ------ | -------- | ------ |
| Vitaa             | Mathis | —        |        |
| Vitaa             | Lina   | —        |        |
| Slimane           | Océana | —        |        |
| Slimane           | Chiara | —        |        |
| Matthew Irons     | Anouk  | Lucie    |        |
| Matthew Irons     | Sadia  | Mahdi    |        |
| Matthew Irons     | —      | Larissa  |        |
| Matthew Irons     | —      | Nina (O) |        |
| Typh Barrow       | —      | Mattia   |        |
| Typh Barrow       | —      | Elsa     |        |
| Typh Barrow       | —      | Viktoria |        |
| Typh Barrow       | —      | Lola     |        |
| Black M           | —      | Elena    |        |
| Black M           | —      | Martina  |        |
| Black M           | —      | Apolline |        |
| Black M           | —      | Hanaë    |        |
| Alice on the Roof | —      | Tiliano  |        |
| Alice on the Roof | —      | Malou    |        |
| Alice on the Roof | —      | Yanis    |        |
| Alice on the Roof | —      | Nala     |        |
| Joseph Kamel      | —      | —        |        |

Légende
- Vainqueur
- Deuxième
- Troisième
- Quatrième
- — : Ne participe pas à la saison
- en gras : Finaliste

## Audiences
| Saison | Saison | Diffuseur       | Jour et horaire de diffusion | Audience du lancement | Audience du lancement | Audience du lancement | Audience de la finale | Audience de la finale | Audience de la finale | Audience moyenne | Audience moyenne | Sources |
| Saison | Saison | Diffuseur       | Jour et horaire de diffusion | Date                  | Téléspectateurs       | Part de marché        | Date                  | Téléspectateurs       | Part de marché        | Téléspectateurs  | Part de marché   | Sources |
| ------ | ------ | --------------- | ---------------------------- | --------------------- | --------------------- | --------------------- | --------------------- | --------------------- | --------------------- | ---------------- | ---------------- | ------- |
|        | 1      | La Une VivaCité | Mardi à 20 h 20              | 7 janvier 2020        | 405 706               | 27,4 %                | 25 février 2020       | 440 000               | 30,8 %                | 420 096          | 28,2 %           | ,       |
|        | 2      | La Une VivaCité | Mardi à 20 h 20              | 19 septembre 2023     | 261 433               | 23,9 %                | 21 novembre 2023      | 318 869               | 30,3 %                | 284 566          | 25,7 %           | [ 16 ]  |

### Évolution des audiences au fil des saisons (en nombre de téléspectateurs)
Légende : Saison 1 Saison 2